# غورنيي (مقاطعة زابايكالسكي)
غورنيي (بالروسية: Горный) هي مدينة في مقاطعة زابايكالسكي كراي في روسيا. يبلغ عدد سكانها حوالي 10955 نسمة.